# HARVEST (工藤静香のアルバム)
『HARVEST』（ハーヴェスト）は、工藤静香の2枚目のベスト・アルバム。1989年12月6日発売。発売元はポニーキャニオン。

## 背景
前作『カレリア』（1989年10月4日）から間を置かずにリリースされたベスト・アルバム。1988年にリリースされた『gradation』（1988年11月30日）に続き、6枚目のシングル「恋一夜」から8枚目のシングル「黄砂に吹かれて」のA・B面とこれまでにリリースされたオリジナル・アルバムから選曲して収録されている。
M-11「いつまでも 二人で…」は、工藤自身が ″愛絵理″ 名義で作詞を手掛けた本作唯一の新曲。
タイトルの ″ハーヴェスト″ とは ″収穫″ を意味する。

## リリース
1989年12月6日にポニーキャニオンから、CD・CTの2形態で発売された。

## 収録曲
| 全作曲・編曲: 後藤次利。 |                        |            |            |      |
| #                        | タイトル               | 作詞       | 作曲・編曲 | 時間 |
| 1.                       | 「黄砂に吹かれて」     | 中島みゆき | 後藤次利   | 3:49 |
| 2.                       | 「秋子」               | 中島みゆき | 後藤次利   | 3:56 |
| 3.                       | 「嵐の素顔」           | 三浦徳子   | 後藤次利   | 3:31 |
| 4.                       | 「永遠の防波堤」       | 麻生圭子   | 後藤次利   | 4:28 |
| 5.                       | 「恋一夜」             | 松井五郎   | 後藤次利   | 4:32 |
| 6.                       | 「Non-Stop」           | 松井五郎   | 後藤次利   | 3:52 |
| 7.                       | 「ミステリアス」       | 三浦徳子   | 後藤次利   | 4:57 |
| 8.                       | 「パッセージ」         | 三浦徳子   | 後藤次利   | 4:17 |
| 9.                       | 「証拠をみせて」       | 中島みゆき | 後藤次利   | 4:35 |
| 10.                      | 「奇跡の肖像」         | 戸沢暢美   | 後藤次利   | 3:30 |
| 11.                      | 「いつまでも 二人で…」 | 愛絵理     | 後藤次利   | 4:21 |
| 合計時間:                | 合計時間:              | 合計時間:  | 45:48      |      |

### 楽曲解説
1. 黄砂に吹かれて
  - 8thシングル。アルバム初収録。
2. 秋子
  - 8thシングルのカップリング。アルバム初収録。
3. 嵐の素顔
  - 7thシングル。アルバム初収録。
4. 永遠の防波堤
  - 7thシングルのカップリング。アルバム初収録。
5. 恋一夜
  - 6thシングル。アルバム『JOY』にも収録。
6. Non-Stop
  - 6thシングルのカップリング。アルバム初収録。
7. ミステリアス
  - アルバム『ミステリアス』（1988年1月21日）収録。
8. パッセージ
  - アルバム『ミステリアス』収録。
9. 証拠をみせて
  - ミニアルバム『静香』（1988年7月21日）収録。
10. 奇跡の肖像
  - アルバム『JOY』（1989年3月15日）収録。
11. いつまでも 二人で…
  - 本作のためにレコーディングされた楽曲。1stコンサートで披露された未発表曲であった。

## 関連作品
- 恋一夜 （6th シングル）
- 嵐の素顔 （7th シングル）
- 黄砂に吹かれて （8th シングル）
- ミステリアス （1st アルバム）
- 静香 （2nd アルバム）
- JOY （3rd アルバム）